# 深圳有軌電車
深圳有軌電車（簡体字中国語: 深圳有轨电车）は中華人民共和国広東省深圳市にある路面電車である。2017年10月28日に開通した。

## 概要
- 全長：11.683 km
  - 本線：8.578 km
  - 支線：3.105 km
- 駅数：20駅
  - 本線：15駅
  - 支線：5駅

路線図（2017年7月現在）

## 路線
- 本線：清湖駅、清龍駅、清湖小学駅、梅龍北駅、碧瀾駅、文瀾駅、大和駅、世紀広場駅、錦鯉駅、河西駅、観城駅、大布頭駅、河東駅、石角頭駅、新瀾駅
- 支線：東庵駅、高新区西駅、高新区駅、高新区東駅、下囲駅

## 参照
1. ↑  龙华有轨电车正式开通